# جاستن توريس
جاستن توريس (بالإنجليزية: Justin Torres)‏ (1980، نيويورك في الولايات المتحدة)؛ روائي أمريكي.